# جكراندة بسيطة الأوراق
جكراندة بسيطة الأوراق (الاسم العلمي:Jacaranda simplicifolia) هي نوع من النباتات يتبع جنس الجكراندة من الفصيلة البنيونية.